# Svetozar Marović
Svetozar Marović (Kotor, 31. ožujka 1955.) bio je od 2003. do 2006. jedini predsjednik Državne Zajednice Srbija i Crna Gora. Rođen je u Kotoru (tada SR Crna Gora). Diplomirao je na Pravnom fakultetu u Podgorici (tada Titograd).
Član je Đukanovićeve Demokratske partije socijalista Crne Gore.

## Vanjske poveznice
|  | Zajednički poslužitelj ima još gradiva o temi Svetozar Marović |